# Episodi di Childrens Hospital (terza stagione)
La terza stagione della serie televisiva Childrens Hospital, composta da 14 episodi, è stata trasmessa negli Stati Uniti dal 2 giugno 2011 al 1º settembre dello stesso anno sul canale Adult Swim.
In Italia la stagione è inedita.
| nº | Titolo originale                         | Titolo italiano | Prima TV USA      | Prima TV Italia |
| -- | ---------------------------------------- | --------------- | ----------------- | --------------- |
| 1  | Run, Dr. Lola Spratt, Run                |                 | 2 giugno 2011     |                 |
| 2  | Ward 8                                   |                 | 9 giugno 2011     |                 |
| 3  | The Black Doctor                         |                 | 16 giugno 2011    |                 |
| 4  | Home Is Where the Hospital Is            |                 | 23 giugno 2011    |                 |
| 5  | Nip/Tug                                  |                 | 30 giugno 2011    |                 |
| 6  | The '70s Episode                         |                 | 7 luglio 2011     |                 |
| 7  | Father's Day                             |                 | 14 luglio 2011    |                 |
| 8  | Stryker Bites the Dust                   |                 | 21 luglio 2011    |                 |
| 9  | Childrens Hospital: A Play in Three Acts |                 | 28 luglio 2011    |                 |
| 10 | Munch by Proxy                           |                 | 4 agosto 2011     |                 |
| 11 | The Night Shift                          |                 | 11 agosto 2011    |                 |
| 12 | The Chet Episode                         |                 | 18 agosto 2011    |                 |
| 13 | Party Down                               |                 | 25 agosto 2011    |                 |
| 14 | Newsreaders                              |                 | 1º settembre 2011 |                 |